# Yashica YC-64
De YC-64 is een door het Japanse Yashica ontwikkelde MSX 1 homecomputer uit 1984 conform de MSX-computerstandaard. Yashica heeft tevens diverse MSX-computers voor  Philips ontwikkeld en gefabriceerd, waaronder de VG-8020.

## Omschrijving

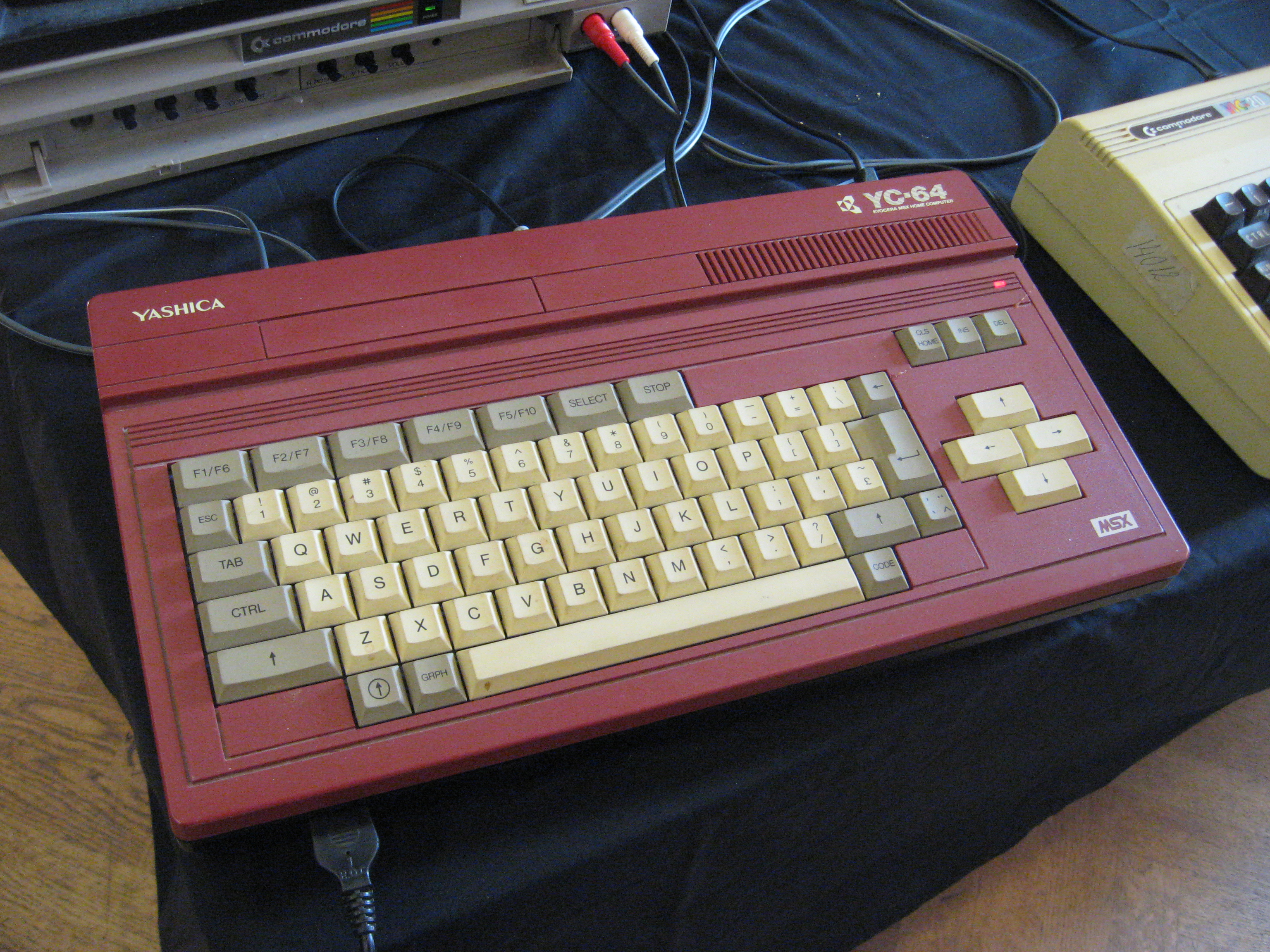
Rode Yashica YC-64

Alle computerelektronica is ondergebracht in een uit één stuk bestaande computerbehuizing met een geïntegreerd toetsenbord. Het toetsenbord bevat verder een afzonderlijke blok cursortoetsen.
De kleur van de behuizing kwam in rood of zwart, en het toetsenbord heeft witte toetsen met uitzondering van de functietoetsen, deze zijn grijs van kleur.
De computer beschikt aan de bovenzijde over één cartridgesleuf terwijl de joystickaansluitingen zich aan de voorzijde bevinden. De YC-64 beschikt niet over een ingebouwd diskettestation.

## Technische specificaties
Processor
- Zilog Z80 met een kloksnelheid van 3,56 MHz. (PAL)
- PPI: NEC D8255AC-5, compatibel met i8255

Geheugen
- ROM: 32 kB
  - MSX BASIC versie 1.0

- RAM
  - Werkgeheugen: 64 kB
  - VRAM: 16 kB

Weergave
- VDP Texas Instruments TMS9918A
- tekst: 32×24, 40×24 en 8×6 (karakters per regel × regel)
- grafisch: resolutie maximaal 256 × 192 beeldpunten
- kleuren: 16 maximaal

Controller
- MSX-controller: T7775

Geluid
- PSG General Instrument AY-3-8910
- 3 geluidskanalen, waarvan één ruiskanaal
- 8 octaven

Aansluitingen
- netsnoer
- RF-uitgang
- CVBS (voor aansluiting van een computermonitor)
- datarecorder
- 2 joysticks
- 1 cartridgesleuf